# Aeroportul Pingtung
Aeroportul Pingtung (IATA: PIF, ICAO: RCSQ) este un aeroport din 臺灣省⁠(d), Taiwan ce deservește zona 屏東市⁠(d). Aeroportul a fost tranzitat în 2011 de 2.421 de pasageri.
Situat la o altitudine de 24 m, aeroportul dispune de o singură pistă. Este operat de Civil Aeronautics Administration⁠(d).